# Almeida de Sayago
Pour les articles homonymes, voir Almeida (homonymie).
Almeida de Sayago est une commune espagnole de la province de Zamora située dans la communauté autonome de Castille-et-León.